# Fairey Barracuda
El Fairey Barracuda fue un bombardero en picado y torpedero embarcado británico utilizado durante la Segunda Guerra Mundial. Fue el primero de su tipo en ser fabricado enteramente de metal y se introdujo en el Arma Aérea de la Flota como un reemplazo para los biplanos Fairey Swordfish y Fairey Albacore. Su acción más notable fue el ataque al acorazado alemán Tirpitz. El Barracuda era también conocido por su inusual apariencia cuando el tren de aterrizaje era desplegado y las alas plegadas.

## Diseño y desarrollo
El Fairey Barracuda fue uno de los seis modelos propuestos en respuesta al requerimiento S.24/37, consiguiendo Fairey el encargo de dos prototipos en julio de 1938. En un principio se pensó propulsarlo con el nuevo motor Rolls Royce, de 24 cilindros en X y 1200 CV de potencia, pero finalmente se decidió que el Merlin 30 de 1030 CV equipara al nuevo Barracuda Mk I. El prototipo alzó el vuelo el 7 de diciembre de 1940; era un monoplano de ala alta/media cantilever , plegables hacia atrás y con los novedosos y aventajados flaps Fairey-Youngman. Los tres tripulantes iban en el fuselaje bajo una larga cristalera en la que se podían montar dos ametralladoras Vickers K o Browning de 7,70 mm. El tren de aterrizaje pivotaba y era alojado en los laterales del fuselaje mientras que la rueda de cola era fija. Al principio llevaba un timón de profundidad bajo, pero los problemas aerodinámicos hicieron que se elevara hasta casi la parte superior de la deriva. Pese a volar tan pronto, su entrada en servicio se demoró hasta 1943 debido a la prioridad que se dio a cazas y bombarderos. De la versión Mk I se construyeron 30 ejemplares.
Pero tras algunas modificaciones, el Barracuda Mk I se volvió muy pesado y hubo que instalarle un nuevo motor: el Merlin 32 de 1640 CV de potencia. Así nació el Barracuda Mk II, la versión más numerosa de todas y la que ayudaron a construir Blackburn, Boulton Paul y Westland. De esta versión se construyeron en total 1688 aparatos.
El Barracuda Mk III, fue la versión del Fairey Barracuda optimizada para la guerra antisubmarina. Fue desarrollado en función a la incorporación del nuevo radar de ondas centimétricas ASV situado en un radomo hemiesférica bajo el fuselaje trasero. Se construyeron 852 unidades.
La versión Mk IV quedó como un proyecto abandonado en favor del Fairey Spearfish, pero la versión Mk V, que si llegó a construirse, difería exteriormente de forma notable de los otros modelos anteriores. Además montaba un nuevo motor: el Rolls Royce Griffon 37 de 2030 CV, volando por primera vez el 19 de noviembre de 1944. Solo se llegaron a entregar 30 de los 140 encargados debido al fin de la Segunda Guerra Mundial.

## Variantes
| Variante | Planta motriz                                 | Año de entrada en servicio     | N.º construidos            | Información adicional |
| -------- | --------------------------------------------- | ------------------------------ | -------------------------- | --- |
| Mk I     | 1 Rolls-Royce Merlin 30 de 1300 hp (940 kW).  | 1943                           | 30                         | Fue la primera versión de producción. |
| Mk II    | 1 Rolls Royce Merlin 32 de 1640 hp (1225 kW). | 1943                           | 1.688                      | Tenía una hélice cuatripala. |
| Mk III   | 1 Rolls Royce Merlin 32 de 1640 hp (1225 kW). | 1944                           | 852                        | Versión optimizada para la guerra antisubmarina del Barracuda Mk II equipada con un radar ASW situado en un radomo bajo el fuselaje trasero.                                                   |
| Mk IV    | 1 Rolls-Royce Griffon de 1850 hp (1380 kW).   | No llegó a entrar en servicio. | Se quedó como un proyecto. | Básicamente era un Barracuda Mk II con un motor Rolls-Royce Griffon de 1850 hp. Fue abandonado en favor del Fairey Spearfish.                                                                  |
| Mk V     | 1 Rolls Royce Griffon 37 de 2020 hp (1510 kW) | 1945                           | 30                         | Difería exteriormente de forma notable de los otros modelos anteriores (ver imagen inferior). Solo se llegaron a entregar 30 de los 140 encargados debido al fin de la Segunda Guerra Mundial. |

## Operadores

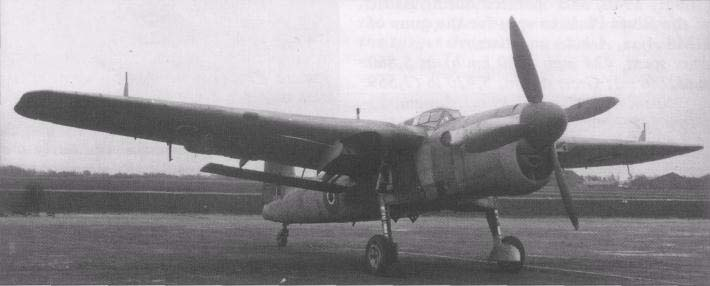
Barracuda Mk V. Nótese el abultado tubo de escape del motor Griffon 37, el ala más cuadrada que las otras versiones y la hélice cuatripala.

| Canadá - Marina Real Canadiense Francia - Ejército del Aire Francés[cita requerida] | Reino Unido - Arma Aérea de la Flota - Royal Air Force - 567.º Escuadrón de la RAF - 618.º Escuadrón de la RAF - 667.º Escuadrón de la RAF - 679.º Escuadrón de la RAF - 691.er Escuadrón de la RAF |

## Historia operacional

### Servicio británico
El Barracuda entró por primera vez en servicio el 10 de enero de 1943 con el 827.º Escuadrón del Arma Aérea de la Flota y fueron desplegados en el Atlántico Norte. Desde 1944 en adelante, los Mk I y Mk II fueron acompañados en el servicio por los Mk III dotados con radar (pero por lo demás similares), que se utilizaron para la guerra antisubmarina. 23 escuadrones de primera línea fueron equipados con este avión.
La primera entrada en acción del Barracuda se produjo con el 810.º Escuadrón del Arma Aérea de la Flota a bordo del HMS Illustrious frente a las costas de Noruega en julio de 1943 antes de trasladarse al Mediterráneo para apoyar la Operación Avalanche (el asalto aliado a la península itálica). Al año siguiente entró en servicio en la teatro de operaciones del Pacífico.
La RAF utilizó el Barracuda Mk II por primera vez en 1943 con el 567.º Escuadrón en RAF Detling. En 1944, se desplegó en el resto de variantes con el 667.º Escuadrón (RAF Gosport), el 679.º Escuadrón (RAF Ipswich) y el 691.er Escuadrón (RAF Roborough). Todos los aviones fueron retirados entre marzo y julio de 1945.
El Barracuda jugó un papel importantísimo en el ataque al acorazado alemán Tirpitz el 3 de abril de 1944, en el que 42 aviones de los grupos aéreos embarcados de los portaviones HMS Victorious y HMS Furious consiguieron 14 impactos directos sobre el Tirpitz con bombas de 730 kg y de 230 kg a cambio de un bombardero perdido. El ataque dejó averiado al Tirpitz durante más de dos meses.
A partir de abril de 1944, los Barracuda del 827.º Escuadrón a bordo del HMS Illustrious iniciaron sus operaciones contra las fuerzas japonesas, en los ataques contra Sabang, en Sumatra. La operatividad del Barracuda fue bastante reducida a causa de las altas temperaturas del Pacífico, que redujeron su radio de acción hasta en un 30 %, y las escuadrillas de torpederos de los portaaviones de la Flota Británica del Pacífico fueron reequipadas con Grumman Avenger.
En los Barracuda se probaron diversas innovaciones, incluyendo el sistema de despegue mediante cohetes RATO G para el despegue y un sistema de frenado mediante la inversión del paso de la hélice.
El Barracuda continuó en servicio con el Arma Aérea de la Flota hasta mediados de la década de los 50, a la que vez que fueron reemplazados por Grumman Avenger. No existe ningún ejemplar superviviente, aunque en el Museo del Arma Aérea de la Flota hay piezas de dos aparatos que se estrellaron y se espera conseguir las piezas suficientes para montar finalmente un modelo completo para su exhibición estática.

### Servicio canadiense
La Marina Real Canadiense recibió el 24 de enero de 1946 12 Barracuda Mk II (designación canadiense) equipados con radar, ya que en el servicio británico se trataba de la MK III. Los primeros aviones adquiridos fueron asignados al recién formado Escuadrón Naval n.º 825 a bordo del portaaviones HMCS Warrior. Los mecánicos canadienses habían sido entrenados en el Reino Unido durante la Segunda Guerra Mundial en los portaaviones británicos junto con algunos pilotos también canadienses. Al final los Barracuda fueron devueltos al Reino Unido en 1948.

## Especificaciones (Barracuda MkII)
Referencia datos: Taylor 1974, Thetford 1978.

### Características generales
- Tripulación: 3
- Longitud: 12,1 m (39,8 ft)
- Envergadura: 15 m (49,2 ft)
- Altura: 4,6 m (15,2 ft)
- Superficie alar: 37,6 m² (404,9 ft²)
- Peso vacío: 4250 kg (9367 lb)
- Peso cargado: 6000 kg (13 224 lb)
- Peso máximo al despegue: 6409 kg (14 125,4 lb)
- Planta motriz: 1× Rolls-Royce Merlin 32, V12 refrigerado por líquido.
  - Potencia: 1223 kW (1640 HP; 1663 CV)
- Hélices: 1× cuatripala por motor.

### Rendimiento
- Velocidad máxima operativa (Vno): 367 km/h (228 MPH; 198 kt) a 533 m de altitud
- Velocidad crucero (Vc): 314 km/h (195 MPH; 170 kt) a 1524 m
- Alcance en combate: 1104 km (596 nmi; 686 mi) con 1 torpedo de 736 kg
- Techo de vuelo: 5060 m (16 600 ft)
- Carga alar: 159 kg/m² (32,6 lb/ft²)
- Potencia/peso: 0,20 kW/kg
- Tiempo a altitud: 1524 m en 6 minutos

### Armamento
- Ametralladoras: 2× Vickers K de 7,70 mm en la parte trasera de la cabina
- Puntos de anclaje: 5 (dos subalares y uno bajo el fuselaje) con una capacidad de 735 kg, para cargar una combinación de:  
  - Bombas: 6× bombas de 110 kg (250 lb)
  - Otros: o 1 × torpedo aéreo de 735 kg (1620 lb), o 4 × cargas de profundidad de 205 kg (450 lb)

### Aeronaves similares
- Curtiss SB2C Helldiver
- Grumman TBF Avenger
- Nakajima B6N
- Yokosuka D4Y